# 川上 (成田市)
川上（かわかみ）は、千葉県成田市の大字。郵便番号は287-0244。

## 地理
成田市の南東部に位置し、大栄地区に所属する。
周辺の新田、一鍬田（多古町）、多良貝、大栄十余三、東峰、天神峰と隣接する。
首都圏中央連絡自動車道（圏央道）の圏央成田ICが設置されて、千葉県道44号成田小見川鹿島港線に接続する予定である。

## 世帯数と人口
2017年（平成29年）10月31日現在の世帯数と人口は以下の通りである。
| 大字 | 世帯数  | 人口  |
| ---- | ------- | ----- |
| 川上 | 157世帯 | 366人 |

## 小・中学校の学区
市立小・中学校に通う場合、学区は以下の通りとなる。
| 地域 | 小学校             | 中学校             |
| ---- | ------------------ | ------------------ |
| 全域 | 成田市立川上小学校 | 成田市立大栄中学校 |

## 施設
- 明治神宮遥拝所

## 交通

### 道路
- 千葉県道44号成田小見川鹿島港線（東峰、多良貝方面）
- 千葉県道79号横芝下総線（一鍬田方面）

### バス
- 千葉交通（多古営業所）栗源線 - 成田空港～栗源
  - （東峰） - 新田入口 - 夜番入口 - 夜番 - 多良貝 - （多良貝駐在所（多良貝））
- 成田市コミュニティバス（千葉交通運行）津富浦ルート - 大栄支所～奈土～前林小学校～保健福祉館
  - （多良貝） - 川上 - 川上入口 - （新田南（東峰）